# Holorusia hespera
Holorusia hespera är en tvåvingeart som beskrevs av Arnaud och George W. Byers 1990. Holorusia hespera ingår i släktet Holorusia och familjen storharkrankar. Inga underarter finns listade i Catalogue of Life.